# Crvljevine
Crvljevine es un pueblo ubicado en el municipio de Berane, en Montenegro.

## Demografía
Hasta 2011 la población era de 60 habitantes, conformada por 20 hogares y 38 viviendas.
| 117                                                              | 137 | 121 | 141 | 158 | 69 | 116 | 60 |
| (Fuente: Population statistics of Eastern Europe & former USSR.) |     |     |     |     |    |     |    |

| Etnicidad                                           | Número | Porcentaje |
| --------------------------------------------------- | ------ | ---------- |
| Serbios                                             | 76     | 65,51 %    |
| Montenegrinos                                       | 37     | 31,89 %    |
| Croatas                                             | 1      | 0,86 %     |
| Otros                                               | 2      | 1,72 %     |
| Fuente: Republic of Montenegro. Statistical Office. |        |            |